# Lygosoma opisthorhodum
Lygosoma opisthorhodum — вид сцинкоподібних ящірок родини сцинкових (Scincidae). Ендемік Індонезії.

## Поширення й екологія
Lygosoma opisthorhodum відомі з кількох місцевостей, що лежать на північному сході Суматри. Вони живуть у вологих тропічних лісах, серед лісової підстилки.